# Trikitixa

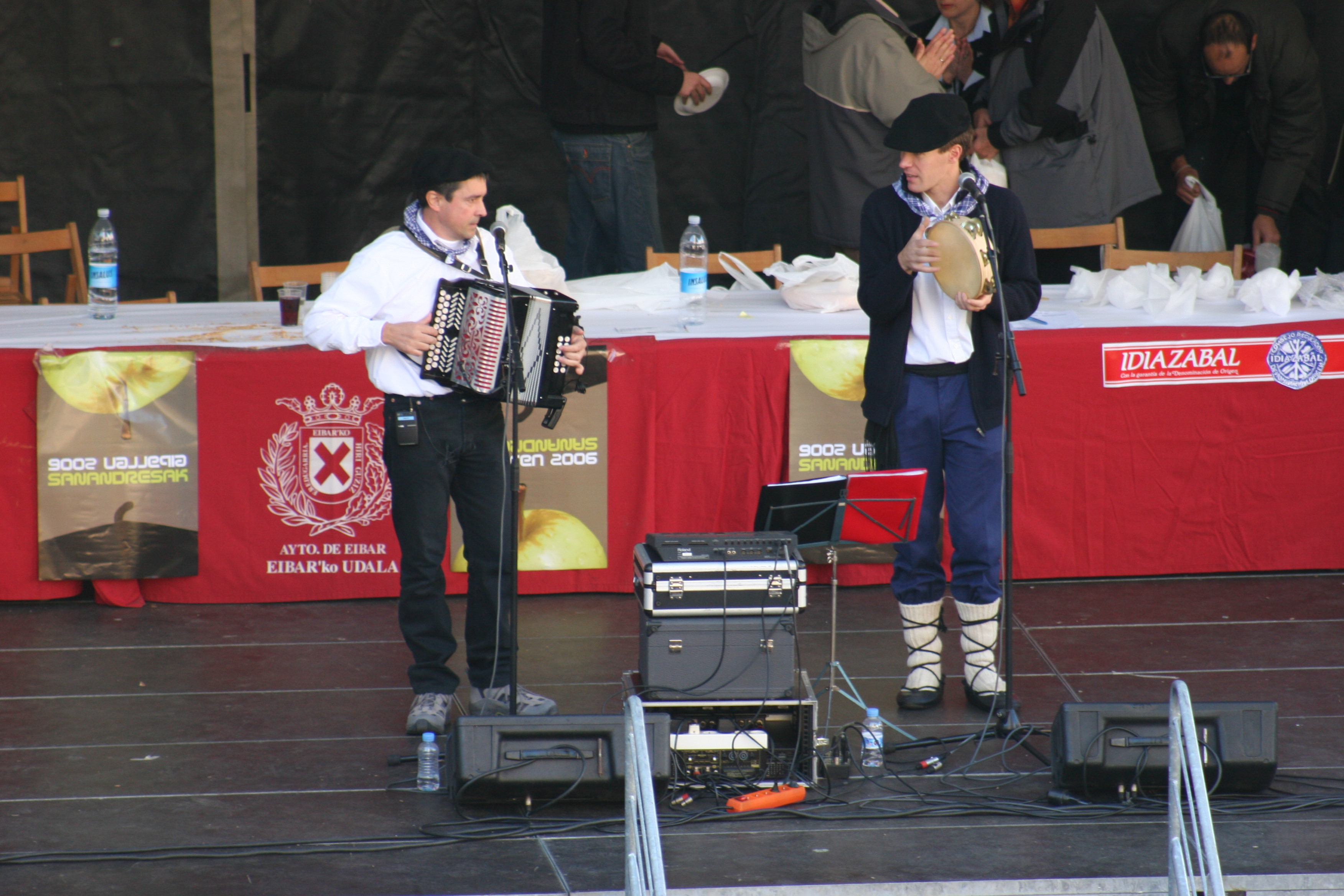
Trikitixa e pandeiro tocando em Eibar.

A trikitixa é um acordeão diatônico. É um instrumento que provem do País Basco. Em certas ocasiões, esse termo também é usado para designar: um baile, um estilo de música ou a dupla formada por pandeiro e acordeão diatônico. A palavra "trikitixa" é onomatopeia do som do pandeiro: trikiti trikiti trikiti.
A trikitixa e o pandeiro estão muito ligados, tanto que é difícil ver alguém tocando esse acordeão sem um parceiro que marque ritmo com pandeiro.
No País Basco, são comuns apresentações com esse instrumento para interpretar música popular, já que além de ter um som muito completo, é muito pequeno e fácil de levar para qualquer lugar. Frequentemente, vêem-se intérpretes tocarem trikitixa de pé ou andando durante uma romaria.
A pessoa que toca a trikitixa chama-se trikitilari.

## Trikitilaris de renome no País Basco

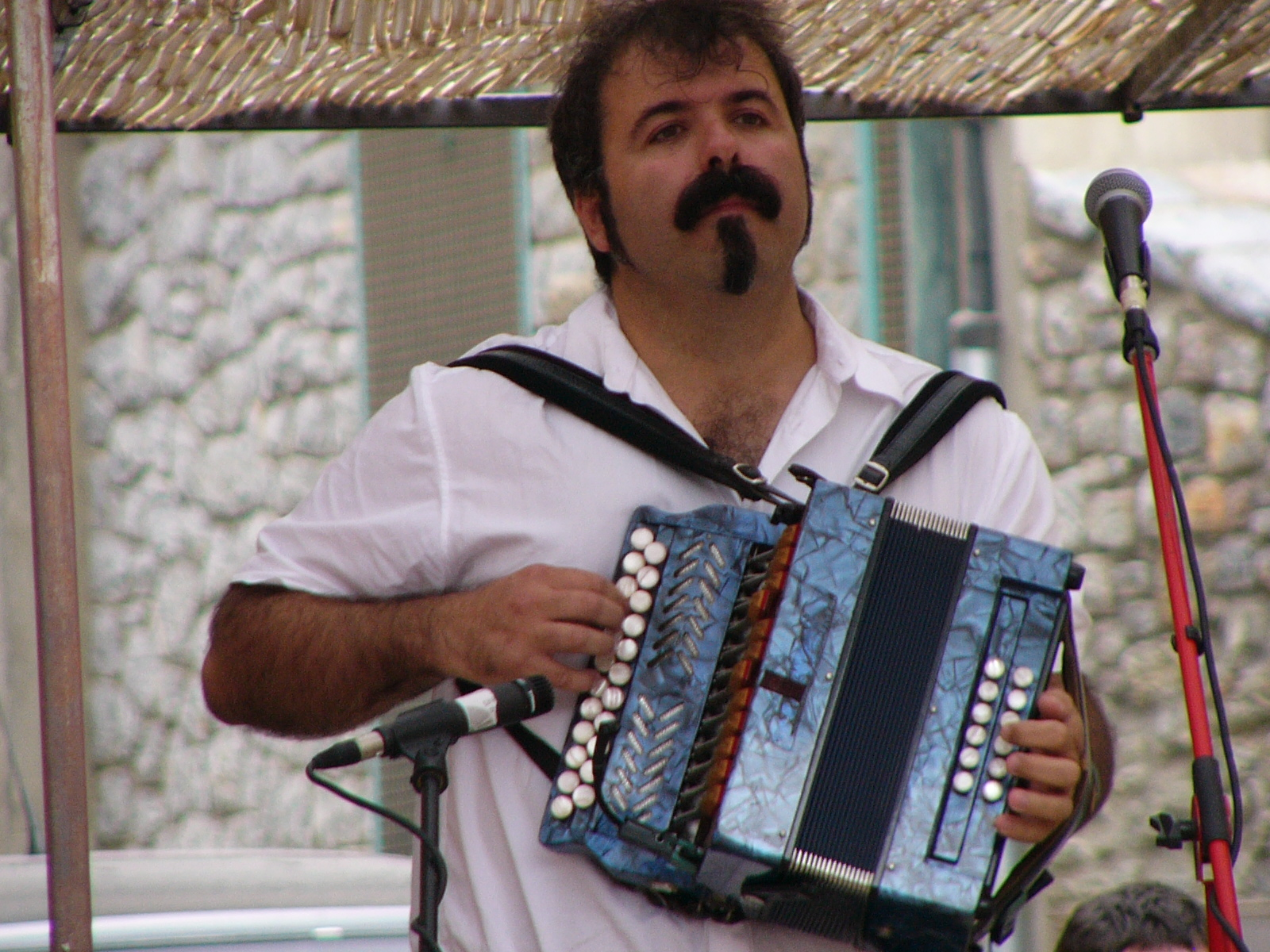
Joseba Tapia

- Pedro Sodupe "Gelatxo": Elgoibar, 1928-2007.
- "Kaxiano": Lizartza, 1932-2002.
- Iñaki Garmendia "Laja": Azkoitia, 1944.
- Tomas Soraluze "Epelde" ("Epelde e Larrañaga"): Azkoitia, 1945.
- Joseba Tapia: Lasarte-Oria, 1964.
- Kepa Junkera: Bilbau, 1965.
- Iker Goenaga: Zizurkil, 1974.
- Alaitz Telletxea ("Alaitz e Maider"): Oiartzun, 1976.
- Maixa Lizarribar ("Maixa e Ixiar"): Tolosa
- Xabi Aburruzaga: Portugalete, 1978.